# Daniel Spaleniak
Daniel Spaleniak (ur. 30 stycznia 1993 w Kaliszu) – polski wokalista, gitarzysta, kompozytor, producent, autor utworów wykorzystywanych w serialach Elementary, Ozark, Sekta, Shut Eye, Good Behavior, Six, The Royals, Youth & Consequences i Unreal i wielu innych. Jest również autorem utworu Upadamy tu promującego serial Canal+ Zasada przyjemności. Spaleniak był dwukrotnie nominowany do nagrody Fryderyka. W roku 2019 w kategorii "Blues/Country" za album "Life is Somewhere Else", oraz w 2020 w kategorii muzyka ilustracyjna, za album "Burning Sea".
Daniel Spaleniak ukończył w 2012 II Liceum Ogólnokształcące im. Tadeusza Kościuszki w Kaliszu. Jest również absolwentem dziennikarstwa na Uniwersytecie Łódzkim, oraz realizacji dźwięku (Szkoła Muzyki Nowoczesnej we Wrocławiu).

## Dyskografia
Albumy studyjne
| Tytuł                  | Dane dot. albumu                                              |
| ---------------------- | ------------------------------------------------------------- |
| Dreamers               | - Data: 3 marca 2014 - Wydawca: Antena Krzyku / Opensources   |
| Back Home              | - Data: 11 marca 2016 - Wydawca: Antena Krzyku                |
| Life Is Somewhere Else | - Data: 16 marca 2018 - Wydawca: Antena Krzyku / Opensources  |
| Burning Sea            | - Data: 15 lutego 2019 - Wydawca: Antena Krzyku / Opensources |

Minialbumy
| Tytuł               | Dane dot. albumu                                        |
| ------------------- | ------------------------------------------------------- |
| 20 Minutes Break EP | - Data: 25 kwietnia 2011 - Wydawca: Soul Asylum Records |
| Memories EP         | - Data: 4 czerwca 2012 - Wydawca: Soul Asylum Records   |

Single
| Tytuł                                                 | Dane dot. singla                                                    |
| ----------------------------------------------------- | ------------------------------------------------------------------- |
| Prologue                                              | - Data: 12 lutego 2018 - Wydawca: Antena Krzyku / Opensources       |
| Looking for Harmony                                   | - Data: 26 lutego 2018 - Wydawca: Antena Krzyku / Opensources       |
| Don't Know Who I Am                                   | - Data: 5 marca 2018 - Wydawca: Antena Krzyku / Opensources         |
| Burning Sea (feat. Tomasz Mreńca)                     | - Data: 31 października 2018 - Wydawca: Antena Krzyku / Opensources |
| Upadamy tu (z serialu "Zasada przyjemności" – Canal+) | - Data: 21 czerwca 2019 - Wydawca: Apple Film                       |